# Don’t Stop (Funkin’ 4 Jamaica)
„Don’t Stop (Funkin’ 4 Jamaica)” to piosenka w stylu R&B skomponowana przez Mariah Carey, DJ Clue, Duro i Mystkiala na ósmy studyjny album Carey, Glitter. Mariah Carey, DJ Clue i Duro są również odpowiedzialni za produkcję utworu. Piosenka została wydana w grudniu 2001 jako trzeci singel promujący album. W większości krajów Europy oraz w Australii piosenka została wydana jako b-sides do singla Never Too Far. W Stanach Zjednoczonych był to drugi singel z albumu (pierwszym był Loverboy), który otrzymał prawa komercyjne oraz został wydany głównie w radiostacjach rhymic i urban, które grają muzykę w stylu R&B. Był to drugi singel w karierze wokalistki, który nie znalazł się na liście Billboard Hot 100.

## Informacje i kontekst filmowy
Piosenka „Don’t Stop (Funkin’ 4 Jamaica)” zawiera sample wywodzącej się z lat 80. piosenki „Funkin' 4 Jamaica (N.Y)”, która należała do Toma Browne’a i Toni Smitha.
W wersji należącej do Mariah Carey, partie hip-hopowe wykonuje Mystikal.

Utwór został wykorzystany w filmie „Glitter” w momencie, gdy w klubie DJ Dice (Max Beesley) chodzi między publicznością, która śpiewa ten utwór, w ten sposób namawia Billie Frank (Mariah Carey) to pokazania swojego niezwykłego głosu.

## Teledysk
Reżyserem klipu jest Sanaa Hamri. Ujęcia kręcone są na rajskiej wyspie, gdzie panuje impreza. Ukazany jest Mystikal, a także MAriah w trzech wersjach jako chórek. Następnie impreza przeniosna jest na taras nad wodą.

## Lista i format singla
Europa CD singel
1. „Never Too Far”
2. „Don’t Stop (Funkin’ 4 Jamaica)” (featuring Mystikal)

Europa & Australia CD maxi singel
1. „Never Too Far”
2. „Don’t Stop (Funkin’ 4 Jamaica)” (featuring Mystikal)
3. „Loverboy” (Drums Of Love)
4. „Never Too Far” (Teledysk)

## Listy przebojów
| Kraj              | Lista przebojów (2001)                   | Pozycja |
| ----------------- | ---------------------------------------- | ------- |
| Australia         | ARIA Singles Chart                       | 36      |
| Holandia          | Singles Chart                            | 67      |
| Japonia           | Hot 100 Singles                          | 62      |
| Niemcy            | Singles Chart Top 100                    | 97      |
| Szwajcaria        | Singles Chart                            | 65      |
| Stany Zjednoczone | Billboard Bubbling Under Hot 100 Singles | 23      |
| Stany Zjednoczone | Billboard Hot R&B/Hip-Hop Songs          | 42      |
| Wielka Brytania   | UK Singles Chart                         | 32      |

## Sprzedaż i certyfikaty
| Kraj              | Sprzedaż | Certyfikat |
| ----------------- | -------- | ---------- |
| Australia         | 2,500+   | –          |
| Niemcy            | 5,000+   | –          |
| Stany Zjednoczone | 100,000+ | –          |
| Wielka Brytania   | 25,000+  | –          |
| Świat             | 150,000+ | –          |